# Правда (Оренбургская область)
Правда — деревня в Саракташском районе Оренбургской области в составе  Гавриловского сельсовета. 

## География
Находится на расстоянии примерно 16 километров по прямой на северо-запад от районного центра поселка Саракташ.

## История
Деревня основана в 1919 году как поселение вновь образованной коммуны. В годы коллективизации коммуна была преобразована в колхоз. В 1949 году правдинцы объединились с колхозом «Красная гора» (деревня Булгаково), а в 1954 году с колхозом села Гавриловка, и деревня стала бригадой колхоза «Правда».

## Население
Население составляло 67 человек в 2002 году (русские 40 %, казахи 39 %), 46 по переписи 2010 года.